# Slaughterville
Slaughterville is een plaats (town) in de Amerikaanse staat Oklahoma, en valt bestuurlijk gezien onder Cleveland County.

## Demografie
Bij de volkstelling in 2000 werd het aantal inwoners vastgesteld op 3609.
In 2006 is het aantal inwoners door het United States Census Bureau geschat op 3850, een stijging van 241 (6.7%).

## Geografie
Volgens het United States Census Bureau beslaat de plaats een oppervlakte van
99,1 km², waarvan 98,7 km² land en 0,4 km² water.

## Plaatsen in de nabije omgeving
De onderstaande figuur toont nabijgelegen plaatsen in een straal van 20 km rond Slaughterville.